# Чесін
Чесін (пол. Czesin) — село в Польщі, у гміні Вонсево Островського повіту Мазовецького воєводства.
Населення — 76 осіб (2011).
У 1975-1998 роках село належало до Остроленцького воєводства.

## Демографія
Демографічна структура станом на 31 березня 2011 року:
|          | Загалом | Допрацездатний вік | Працездатний вік | Постпрацездатний вік |
| -------- | ------- | ------------------ | ---------------- | -------------------- |
| Чоловіки | 40      | 7                  | 27               | 6                    |
| Жінки    | 36      | 6                  | 19               | 11                   |
| Разом    | 76      | 13                 | 46               | 17                   |